# Metrópoli del Gran Nancy
La Metrópoli del Gran Nancy (Métropole du Grand Nancy), comúnmente conocida como Gran Nancy, es una Métropole situada en el departamento de Meurthe y Mosela en la región de Gran Este.

## Historia
La ciudad de Nancy antigua capital del ducado de la Lorena comienza a extenderse demográficamente y físicamente de forma ininterrumpida desde los inicios del siglo XX gracias al desarrollo industrial de la ciudad y la emigración que las guerras provocaron desde ciudades vecinas más próximas a la frontera alemana, muy pronto los poblados y pequeñas comunas que se encontraban en las afueras de la ciudad comienzan a ser englobados por la misma. Desde 1959 comienzan las primeras colaboraciones intercomunales para mejor distribuir y gerenciar los recursos de estas comunas, hasta que en 1995 se crea definitivamente la Comunidad Urbana de Gran Nancy.

## Composición
Gran Nancy reúne veinte comunas o municipalidades que en total suman una población de 410.000 habitantes según el último censo del 2004, la comunidad es administrada por un consejo comunitario compuesto por ochenta miembros designados por los consejos municipales respectivos.
| Código INSEE | Comunas                   | Alcalde                                 | Población | Superficie (en hectáreas) | Densidad de población (en hab. / km²) | Delegados |
| ------------ | ------------------------- | --------------------------------------- | --------- | ------------------------- | ------------------------------------- | --------- |
| 54025        | Art-sur-Meurthe           | Jean-Pierre Dessein                     | 1 109     | 1 147                     | 96,7                                  | 1         |
| 54165        | Dommartemont              | Marie-Christine Leroy                   | 630       | 132                       | 477,3                                 | 1         |
| 54184        | Essey-lès-Nancy           | Jean-Paul Monin                         | 7 310     | 575                       | 1 271,3                               | 2         |
| 54197        | Fléville-devant-Nancy     | Alain Boulanger                         | 2 624     | 740                       | 354,6                                 | 1         |
| 54257        | Heillecourt               | Didier Sartelet                         | 6 185     | 365                       | 1 694,5                               | 2         |
| 54265        | Houdemont                 | Anne Valton                             | 2 375     | 362                       | 656,1                                 | 1         |
| 54274        | Jarville-la-Malgrange     | Jean-Pierre Hurpeau                     | 9 746     | 243                       | 4 010,7                               | 3         |
| 54300        | Laneuveville-devant-Nancy | Serge Bouly                             | 5 083     | 1 247                     | 407,6                                 | 1         |
| 54304        | Laxou                     | Laurent García                          | 15 288    | 1 594                     | 959,1                                 | 5         |
| 54328        | Ludres                    | Pierre Boileau                          | 6 821     | 818                       | 833,9                                 | 2         |
| 54339        | Malzéville                | Jean-Pierre Franoux                     | 7 712     | 753                       | 1 024,2                               | 2         |
| 54357        | Maxéville                 | Henri Bégorre                           | 9 124     | 563                       | 1 620,6                               | 2         |
| 54395        | Nancy                     | André Rossinot presidente de Gran Nancy | 105 400   | 1 501                     | 6 902,4                               | 34        |
| 54439        | Pulnoy                    | Gérard Royer                            | 4 751     | 374                       | 1 270,3                               | 1         |
| 54482        | Saint-Max                 | Eric Pensalfini                         | 10 939    | 185                       | 5 913,0                               | 3         |
| 54495        | Saulxures-lès-Nancy       | Michel Candat                           | 4 042     | 705                       | 573,3                                 | 1         |
| 54498        | Seichamps                 | Henri Chanut                            | 5 475     | 430                       | 1 273,3                               | 1         |
| 54526        | Tomblaine                 | Hervé Féron                             | 7 853     | 555                       | 1 415,0                               | 2         |
| 54547        | Vandœuvre-lès-Nancy       | Stephane Hablot                         | 31 500    | 946                       | 3 387,7                               | 10        |
| 54578        | Villers-lès-Nancy         | Pascal Jacquemin                        | 15 694    | 995                       | 1 577,3                               | 4         |
| Total        | 20 comunas                |                                         | 258 414   | 14 230                    | 1 816,0                               | 79        |